# Stevie Nicks
Stevie Nicks, właściwie Stephanie Lynn Nicks (ur. 26 maja 1948 w Phoenix) – amerykańska wokalistka rockowa i kompozytorka, znana głównie z działalności w zespole Fleetwood Mac i multiplatynowej kariery solowej. W całej swojej karierze napisała ponad czterdzieści singli, które znalazły się w szczytowej pięćdziesiątce list przebojów. Wokalistka została okrzyknięta „Królową Rock & Rolla”, oraz znajduje się na listach 100 najlepszych wokalistów wszech czasów i 100 najlepszych kompozytorów wszech czasów według magazynu Rolling Stone. Do jej solowych hitów zaliczają się takie utwory jak „Edge of Seventeen”, „Leather and Lace”, „Stop Draggin’ My Heart Around”, „After the Glitter Fades”, „Stand Back” i „Rooms on Fire”. Oprócz wyraźnego wpływu artystki na muzykę pop od połowy lat 70. XX wieku do dziś, zauważalny jest także jej wkład w modę charakterystycznymi ubiorami, które inspirowane były kulturą cygańską. Jako członkini Fleetwood Mac, została wprowadzona do Rock and Roll Hall of Fame w 1998 oraz ponownie jako artystka solowa w 2019. Nicks została nominowana do siedmiu nagród Grammy jako artystka solowa, oraz pięć razy z Fleetwood Mac, z czego jedna nominacja stała się wygraną.
Wokalistka dołączyła do zespołu w 1975 roku razem ze swoim ówczesnym partnerem, gitarzystą Lindseyem Buckinghamem. Wkrótce grupa wydała krążek Rumours (1977), uważany za jeden z najlepszych w historii muzyki. Płyta osiągnęła pierwsze miejsce amerykańskiej listy przebojów na 31 tygodni i do dziś sprzedano ponad 40 milionów jej egzemplarzy, co czyni z niej piątą najlepiej sprzedającą się płytę wszech czasów. Główny singel z albumu, „Dreams”, który został napisany przez Nicks, stał się jedynym amerykańskim hitem numer 1. dla zespołu. Piosenkarka miała duży wkład w popularność zespołu, gdy inne utwory jej autorstwa („Rhiannon”, „Landslide”, „Angel”, „Sara”) osiągały wysokie miejsca na listach przebojów.
W 1981, nadal należąc do Fleetwood Mac, wokalistka rozpoczęła karierę solową z albumem Bella Donna, który pojawił się na szczycie Billboard 200 i osiągnął status platynowej płyty mniej niż trzy miesiące po wydaniu krążka, oraz uzyskał tę certyfikację czterokrotnie. Nicks do tej pory nagrała osiem solowych albumów, a jej ostatnim wydawnictwem jest 24 Karat Gold: Songs from the Vault z października 2014. Nicks jest znana z jej wyjątkowego kontraltu, tajemniczego stylu scenicznego i mistycznych tekstów piosenek.

## Wczesne lata
Stephanie Lynn Nicks urodziła się w Szpitalu imienia Dobrego Samarytanina w Phoenix w stanie Arizona. Jej rodzicami byli Jess Nicks, pracujący w kompanii wyrobów mięsnych, oraz Barbara Nicks, gospodyni domowa. Dziadek Stephanie, Aaron Jess „A.J.” Nicks, Sr., zajmował się amatorsko muzyką country i nauczył wnuczkę śpiewać duety, gdy ta miała cztery lata. Matka Nicks bardzo obawiała się o swoją córkę i często zostawiała ją na długi czas w domu, opowiadając jej fantastyczne historie, które rozwinęły wyobraźnię Stephanie i jej zainteresowanie magią. Nicks jako niemowlę wymawiała swoje imię jako „tee-dee”, co później stało się podstawą do jej pseudonimu „Stevie”. Praca jej ojca powodowała częste przeprowadzanie się rodziny do takich miejscowości jak Albuquerque, El Paso, Salt Lake City, Los Angeles i San Francisco.
Pierwszą swoją piosenkę („I’ve Loved and I’ve Lost, and I’m Sad But Not Blue”) Stevie napisała około swoich szesnastych urodzin, kiedy w prezencie dostała gitarę. Okres dojrzewania Nicks spędziła, rozwijając się muzycznie i żyjąc w „swoim małym muzycznym świecie”. Podczas jej nauki w szkole średniej Arcadia w Kalifornii, dołączyła do swojej pierwszej grupy muzycznej, the Changing Times, grającej folk rock opierający się na silnych harmoniach wokalnych. Nicks poznała Lindseya Buckinghama podczas jej ostatniego roku w szkole średniej. Buckingham grał „California Dreamin’” na szkolnym przyjęciu, a Nicks dołączyła do niego, śpiewając razem z nim. Buckingham należał do psychodelicznej grupy rockowej Fritz. Dwaj członkowie zespołu opuścili go w 1967 ze względu na naukę, więc Lindsey zapytał Stevie, czy nie chciałaby dołączyć. Nicks ze swoimi kompozycjami włączyła country rock do stylu zespołu. Grupa stała się popularna na koncertach na żywo, gdy grała jako support Jimiego Hendriksa i Janis Joplin od 1968 do 1971.

## Kariera
W 1971 roku Fritz rozpadł się. Nicks i Buckingham, którzy w tym czasie zostali parą, zdecydowali się na nagranie płyty. Krążek Buckingham Nicks ukazał się w 1973, i mimo kontrowersyjnej okładki, ani modnego w tamtym okresie psychodeliczno-folk rockowego brzmienia, album nie uzyskał rozgłosu. Mimo tego krążek zwrócił uwagę brytyjskiej grupy bluesrockowej Fleetwood Mac. Założyciel i perkusista zespołu, Mick Fleetwood, szukał nowego gitarzysty i chciał, aby Buckingham objął tę funkcję. Lindsey zgodził się, ale pod warunkiem, że do zespołu dołączy także Stevie.
W 1975 roku ukazała się pierwsza płyta Fleetwood Mac w nowym składzie, która w samych tylko Stanach Zjednoczonych zyskała status multiplatynowego krążka i spopularyzowała skomponowane i zaśpiewane przez Nicks single „Rhiannon” i „Landslide”. Kompozycje wokalistki z kolejnych płyt (Rumours z 1977 i Tusk z 1979), takie jak „Dreams” i „Sara” umocniły pozycję zespołu na światowym rynku muzycznym. Szczególnie „Dreams” zyskał dużą popularność, stając się jedynym singlem grupy, który zajął pierwsze miejsce amerykańskiej listy przebojów.
Lata 80. XX wieku przyniosły wokalistce wielki sukces w karierze solowej. W 1981 roku, pomimo kontynuowania współpracy z Fleetwood Mac, Nicks zdecydowała się na wydanie pierwszej solowej płyty, Bella Donna. Artystka powierzyła produkcję krążka Jimmy’emu Iovine. Album znalazł się na 1. miejscu amerykańskiej listy przebojów i wkrótce zyskał status multiplatynowej płyty, rozchodząc się w USA w ponad pięciu milionach egzemplarzy. Z albumu pochodzą single „Stop Draggin’ My Heart Around” (nagrane z Tomem Petty), „Leather and Lace” (duet z jej byłym partnerem, wokalistą Donem Henleyem) czy legendarny singel „Edge Of Seventeen”, zainspirowany śmiercią jej wujka oraz Johna Lennona w czasie zimy 1980. W okresie, kiedy Nicks zdobyła wielką popularność jako artystka solowa, wydano kolejną płytę Fleetwood Mac, Mirage (1982), który odniósł sukces dzięki utworowi wokalistki, „Gypsy”.
Po sukcesie obu krążków Nicks kontynuowała solową karierę. W 1983 roku Stevie wydała drugą solową płytę, The Wild Heart. Z płyty tej pochodził singel „Stand Back” (w którym na keyboardzie zagrał Prince), który zajął 4. miejsce na amerykańskiej liście przebojów.
W 1985 roku artystka wydała trzeci album, Rock a Little, który został bardzo chłodno przyjęty przez krytyków i zyskał raczej neutralne oceny. Pomimo tego płyta promowana przez popularny singel „Talk To Me” zyskała status platyny, a wokalistka odbyła kolejne tournée po Ameryce.
W tym samym czasie Nicks zmagała się ze swoimi uzależnieniami, które rozpoczęła jeszcze w połowie lat 70. W 1987 ukazał się album Fleetwood Mac pt. Tango in the Night, który uzyskał kolejny komercyjny sukces z pomocą wokalistki.
Kolejne wydawnictwo solowe Stevie, The Other Side of the Mirror ukazało się w 1989 roku, a promował ją utwór „Rooms on Fire”. Płyta stylistycznie różniła się od poprzednich solowych dokonań piosenkarki i nie sprzedawała się tak dobrze jak poprzednie, ale ostatecznie z ponadmilionowym nakładem zyskała status platyny.
W 1991 roku Nicks wydała pierwszą składankę – Timespace: The Very Best of Stevie Nicks, na której obok największych przebojów z solowej kariery artystki znalazło się kilka premierowych utworów, z których „Sometimes It’s a Bitch” ukazał się na singlu. W 1993 Nicks opuściła zespół ze względu na kolejne problemy zdrowotne.
Następny studyjny krążek Stevie został wydany w 1994 roku i nosił tytuł Street Angel. Album był artystycznym i komercyjnym niepowodzeniem. W 1997 artystka wróciła do zespołu.
Dopiero w 2001 roku wokalistka zdecydowała się na rozwinięcie kariery solowej. W tym właśnie roku ukazała się jej płyta Trouble in Shangri-La, która zadebiutowała na 5. miejscu amerykańskiej listy przebojów i zdobyła uznanie krytyków na całym świecie. Kolejne albumy, takie jak In Your Dreams (2011) i 24 Karat Gold: Songs from the Vault (2014) również okazały się być bardzo popularne, zajmując pierwsze dziesiątki list przebojów tuż po wydaniu.

## Dyskografia
Albumy
| Bella Donna                         | - Data: 27 lipca 1981 - Wydawca: Modern Records     | 11 | 1  | 17 | 14 | 84  |
| The Wild Heart                      | - Data: 10 czerwca 1983 - Wydawca: Modern Records   | 28 | 5  | –  | 37 | 100 |
| Rock a Little                       | - Data: 18 listopada 1985 - Wydawca: Modern Records | 30 | 12 | 6  | 14 | –   |
| The Other Side of the Mirror        | - Data: 11 maja 1989 - Wydawca: Modern Records      | 3  | 10 | 47 | 8  | –   |
| Street Angel                        | - Data: 7 czerwca 1994 - Wydawca: Modern Records    | 16 | 45 | –  | 30 | –   |
| Trouble in Shangri-La               | - Data: 1 maja 2001 - Wydawca: Reprise Records      | 43 | 5  | –  | –  | –   |
| In Your Dreams                      | - Data: 3 maja 2011 - Wydawca: Reprise Records      | 14 | 6  | –  | 39 | –   |
| 24 Karat Gold: Songs from the Vault | - Data: 30 września 2014 - Wydawca: Reprise Records | 14 | 7  | –  | –  | –   |
| „–” album nie był notowany.         |                                                     |    |    |    |    |     |

Kompilacje
| Timespace: The Best of Stevie Nicks            | - Data: 3 września 1991 - Wydawca: Modern Records | 15 | 30 | 19 |
| Crystal Visions: The Very Best of Stevie Nicks | - Data: 27 marca 2007 - Wydawca: Reprise Records  | –  | 21 | –  |
| „–” album nie był notowany.                    |                                                   |    |    |    |

## Filmografia
| Tytuł                        |  | Rok  | Rola          | Uwagi                                    | Źródło |
| ---------------------------- |  | ---- | ------------- | ---------------------------------------- | ------ |
| Sound City                   |  | 2013 | jako ona sama | film dokumentalny, reżyseria: Dave Grohl | [ 28 ] |
| American Horror Story: Sabat |  | 2013 | jako ona sama |                                          |        |